# Астрокариум колючий

’‘Astrocaryum aculeatum’‘ - Тулузский музеум

Астрокариум колючий (лат. Astrocaryum aculeatum), или Тукума (исп. tucumá, порт. tucumã) — вид древовидных растений со съедобными плодами, относящийся к роду Астрокариум (Astrocaryum) семейства Пальмовые (Arecaceae). Произрастает в странах Южной Америки с тропическим климатом.

## Синонимы
Таксономические синонимы: Astrocaryum aureum Griseb. & H. Wendl., Astrocaryum macrocarpum Huber, Astrocaryum princeps Barb. Rodr., Astrocaryum tucuma Mart.

## Ботаническое описание
Пальма высотой до 15 метров, ствол её, особенно в верхней части, покрыт чёрными игловидными колючками. Листья длиной 4—5 метров, перистосложные, с множеством узких свисающих листочков. Цветки однополые, собраны в вертикально стоящие грозди длиной до 1,5 метров (и женские и мужские цветки в одном соцветии).
Плоды — округлые или яйцевидные желто-оранжевые костянки размером до 6 см, с конусовидно заострённой верхушкой. Кожура плода грубая, покрыта мелкими бородавками. Внутри содержится оранжевая ароматная сладковатая мякоть, по вкусу напоминающая абрикос и крупная округлая косточка тёмного цвета.

## Распространение
Тринидад и Тобаго, Гайана, Французская Гвиана, Суринам, Венесуэла, Бразилия, Боливия, Колумбия.

## Значение и применение
Плоды тукумы богаты витамином А, их едят в сыром виде, добавляют в оладьи и омлеты. Из полированных косточек делают украшения, а из листьев получают волокна для изготовления различных плетёных изделий.
Чёрные кольца, сделанные из косточки тукумы (англ. tucum rings), использовались в качестве обручальных колец чернокожими рабами и малоимущими представителями местного населения. Позже они стали символом дружбы и борьбы за свободу. Сейчас их иногда носят католические миссионеры, как символ солидарности с беднотой и социального равенства.